# Bokmål
Bokmål (/ˈbûːk.moːl/, lett. "lingua del libro") è una delle due forme scritte della lingua norvegese, insieme al nynorsk. Dopo una gestazione cominciata nel 1879, la prima ortografia bokmål, ad opera di Marius Nygaard e Jacob Jonathan Ars sulla base del lavoro di Knud Knudsen, fu adottata ufficialmente nel 1907 con il nome di riksmål (lett. "lingua del regno"). Il nome bokmål fu ufficializzato nel 1929, dopo che una proposta al Lagting di definirla lingua dano-norvegese perse di un solo voto.
Il bokmål è la forma più diffusa, utilizzata da circa l'85%-90% della popolazione norvegese, ed è la forma più insegnata agli studenti stranieri. Il bokmål è basato principalmente sul danese scritto e sui dialetti norvegesi orientali, specialmente le varianti borghesi parlate ad Oslo. L'ortografia bokmål è usata principalmente dalle popolazioni che parlano i dialetti che hanno sentito di più l'influenza del danese e del basso-tedesco. In contrapposizione, i dialetti occidentali usano il nynorsk che rispecchia di più le forme tradizionali norvegesi.
Né il bokmål né il nynorsk sono delle vere e proprie lingue, bensì sono due forme scritte della lingua norvegese. Nella pratica, la maggior parte della popolazione norvegese usa il proprio dialetto, più o meno vicino al bokmål o al nynorsk, anche in occasioni ufficiali.

## Grammatica
Insieme ad altre lingue scandinave, il bokmål è una delle poche lingue indoeuropee che non coniuga i verbi secondo persona e numero.
I sostantivi possono essere di tre generi: maschile, femminile e neutro. Però, come retaggio della lingua danese, tutte le parole femminili possono essere usate come maschili, con poche eccezioni. In questo caso si parla di genere comune.
Un elemento distintivo delle lingue scandinave è l'articolo determinativo posposto: l'articolo determinativo viene aggiunto come suffisso al sostantivo, come negli esempi seguenti.
| Radice     | Articolo determinativo | Articolo indeterminativo | Articolo determinativo (con aggettivo) |
| bil (auto) | bilen                  | en bil                   | den store bilen (la grande auto)       |
| hus (casa) | huset                  | et hus                   | det store huset (la grande casa)       |
| øy (isola) | øya/ øyen              | ei/ en øy                | den store øya/ øyen (la grande isola)  |

La coniugazione dei verbi è molto basilare in quanto l'infinito presente attivo prepone al verbo la particella "å" (esempio:å bli) e per formare qualsiasi persona del presente indicativo basta togliere la particella å ed aggiungere -r alla fine del verbo (å bli → blir)